# Michio Kaku
Michio Kaku (San José, 1947. január 24.) japán származású amerikai fizikus, a New York-i City College elméleti fizika professzora, a húr-térelmélet egyik megalkotója. Népszerű tudományos ismeretterjesztő, számos fizika- és ahhoz kapcsolódó témájú könyv szerzője. Gyakori vendége rádiós és televíziós műsoroknak, filmszereplő, számtalan internetes cikk és blog szerzője.

## Életrajza
Japán emigrált szülők gyermekeként született San Joséban, Kaliforniában. Nagyapja az 1906-os San Franciscó-i földrengés után érkezett az Egyesült Államokba, hogy részt vegyen az újjáépítési munkálatokban. Édesapja Kaliforniában született, de Japánban tanult, így keveset tudott angolul. Szülei a Tule Lake-i koncentrációs táborban találkoztak, itt született a bátyja is.
Az 1960-as évek elején a Palo Altó-i Cubberley középiskolába járt. A Új-Mexikói Albuquerque-ban rendezett országos tudományi versenyen figyelt fel rá Teller Ede, akinek segítségével elnyerte a Hertz ösztöndíjat. A Harvard Egyetemen summa cum laude osztályelsőként diplomázott, majd a kaliforniai Berkeley Sugárzási Laboratóriumban dolgozott. 1972-ben doktorált, egy évvel később pedig ösztöndíjat kapott a Princetoni Egyetemre. A vietnámi háború alatt gyalogsági kiképzést kapott, a háborúban nem vett részt.
2016 márciusában Belgiumba, Svájcba, és Magyarországra érkezett vendégelőadóként.

## Munkássága
Napjainkban a New York-i City College elméleti fizika professzora, ahol immár több mint 30 éve tart előadásokat. Vendégprofesszora volt a Princeton-i Institute for Advanced Study-nak és a New York-i Egyetemnek is.
Jelenleg a mindenség elméletének megalkotásán dolgozik, melynek célja a világegyetem négy alapvető kölcsönhatásának, azaz az
- erős
- gyenge
- gravitációs
- és elektromágneses

kölcsönhatások egységes leírása.
1969 és 2000 között több cikket is publikált a húrelmélet témakörében. 1974-ben Kikkawa professzorral közösen írt először a húr-térelméletről, amely mára jelentős ága lett a húrelméletnek, egyetlen egyenletbe egyesítve annak mind az öt változatát. Értekezett többek között a szuperszimmetriának a korai univerzumban, magas hőmérsékleten történt sérüléseiről is. A húrelmélettel kapcsolatban számos terület, amit először ő érintett, azóta jelentős kutatási területté nőtte ki magát. Legutóbbi vizsgálódásairól, a bozonikus kvantummembránokról szóló publikációja 2000-ben jelent meg a Physical Review-ban.
Több húr- és kvantum-térelméleti egyetemi tankönyv szerzője. Szuperhúrelmélet, szupergravitáció, szuperszimmetria és hadronfizika témakörében megjelent cikkeinek száma eléri a 170-et. Számos tudományos ismeretterjesztő könyvet is írt, többek között: Hipertér, Einstein kozmosza, Párhuzamos világok, A lehetetlen fizikája. A Hipertér bestseller lett, és mind a The New York Times, mind a The Washington Post az év legjobb tudományos könyvének választotta. A Párhuzamos világok a Samuel Johnson-díj döntőse lett, A lehetetlen fizikája pedig 2008 márciusától öt héten át vezette a The New York Times bestseller listáját.

## Könyvei

### Magyarul
- Hipertér. A párhuzamos univerzumok, az időelhajlás és a tizedik dimenzió világa; ford. Egry Győző, Sallay Zoltán; Akkord, Bp., 2006 (Talentum tudományos könyvtár) ISBN 978-963-942-976-5
- Párhuzamos világok; ford. Csizmadia Szilárd; Akkord, Bp., 2009 (Talentum tudományos könyvtár) ISBN 978-963-252-022-3
- A lehetetlen fizikája; ford. Both Előd; Akkord, Bp., 2010 (Talentum tudományos könyvtár) ISBN 978-963-252-035-3
- A jövő fizikája; ford. Both Előd; Akkord, Bp., 2012 (Talentum tudományos könyvtár) ISBN 978-963-252-068-1
- Einstein kozmosza. Tér- és időfelfogásunk Albert Einstein képzeletének tükrében; ford. Bojtár Péter; HVG Könyvek, Bp., 2013 (Nagy felfedezések) ISBN 978-963-304-144-4
- Az elme jövője; ford. Sóskuthy György; Akkord, Bp., 2014 (Talentum tudományos könyvtár)
- Az emberiség jövője; ford. Both Előd; Akkord, Bp., 2019 (Talentum tudományos könyvtár)
- Isten egyenlete. A mindenség elmélete nyomában; ford. Both Előd; Akkord, Bp., 2021 (Talentum tudományos könyvtár)
- Kvantumfölény. "Hogyan változtat meg mindent a kvantumszámítógépek forradalma"; ford. Both Előd; Akkord Kiadó, 2024; ISBN 978-963-252-212-8

## Fordítás
- Ez a szócikk részben vagy egészben  a   Michio Kaku című angol Wikipédia-szócikk fordításán alapul.  Az eredeti cikk szerkesztőit annak laptörténete sorolja fel. Ez a jelzés csupán a megfogalmazás eredetét és a szerzői jogokat jelzi, nem szolgál a cikkben szereplő információk forrásmegjelöléseként.

1. ↑  a születési helyből következtetve